# Icewind Dale
Icewind Dale I & II je dvojice počítačových RPG her vydaných firmou Interplay v letech 2000 a 2002. Obě hry jsou vytvořeny pod Infinity enginem, stejně jako Baldur's Gate a Planescape: Torment, hrají se podle pravidel stolní hry na hrdiny Advanced Dungeons and Dragons (I. díl podle 2. edice, II. díl podle 3. edice) a jsou zasazeny do světa Forgotten Realms, konkrétně do nehostinné polární oblasti Planiny ledového větru (Icewind Dale), v níž se odehrává i trilogie románů Planina ledového větru Roberta Anthonyho Salvatoreho. Úkolem hráče je vést partu šesti dobrodruhů, kterou si na začátku hry sám vytvoří a která v tomto světě plní různé úkoly, zlepšuje své schopnosti a nakonec zachrání svět před nebezpečím.

## Icewind Dale I

### Příběh
Hra začíná ve městě Východní Přístav (v originále Easthaven), v němž hráčova parta dobrodruhů přijme pozvání starosty Hrothgara zúčastnit se expedice do Kuldaharu, malého městečka založeného kdysi druidy pod rozložitým magickým stromem, v němž se údajně začaly dít divné věci. Cestou je však celá expedice smetena lavinou a zachrání se jen šest hráčových dobrodruhů, kteří navíc mají zablokovanou cestu zpět do Východního Přístavu. V Kuldaharu jim arcidruid Arundel sdělí, že město je ohrožováno neznámým zlem a hrozí zkáza magickému dubu, který mu poskytuje teplo, což by znamenalo zničení města. Parta musí najít Kamenné srdce (Heartstone Gem), kouzelný drahokam, s jehož pomocí může Arundel najít zdroj zla. Drahokam ukradl démon Yxunomei, ale když ho parta získá, Arundel je zavražděn a před smrtí stihne poslat družinu do zničené elfí pevnosti zvané Useknutá ruka (Severed Hand), v níž elf Larrel odhalí zdroj zla ve starodávném trpasličím sídle Dornova hlubina (Dorn's Deep). Nakonec družina zjistí, že za vším stojí Bratr Poquelin, který nechal zničit Hrothgarovu výpravu, zabil Arundela a se svou armádou nakonec dobyl Východní Přístav, kde se usídlil v chrámu a plánuje otevření portálu do Devíti pekel Baatoru, aby mohl dobýt celý sever za pomoci armády ďáblů.

### Hraní
Na začátku si hráč kompletně vytvoří partu až šesti dobrodruhů. Každému může zvolit jméno, rasu, povolání, upřednostňovaný druh zbraně a několik kouzel, která postava umí už zpočátku. Každá postava má šest vlastností (síla, obratnost, odolnost, moudrost, inteligence, charisma), jejichž hodnoty jsou generovány náhodně. Během hry si hráč může kdykoli přidat do skupiny novou postavu a jakoukoli ze starých vyhodit.
Hra se ovládá myší a klávesnicí. Je možné pohybovat celou družinou i jednotlivými postavami, aktivní předměty (např. dveře, truhlice) lze aktivovat kliknutím myši. Při rozhovorech s jinými postavami hráč dostane na výběr několik možných odpovědí, často však všechny vedou ke stejnému výsledku. Dojde-li na boj, probíhá v reálném čase, vždy je však možné hru přerušit, rozdat všem postavám příkazy (např. zaútočit na nepřítele, seslat kouzlo, vypít lektvar) a pak znovu boj obnovit.
Ve srovnání s jinými RPG hrami obsahuje Icewind Dale poměrně málo nepovinných úkolů. Jeho děj je lineární a jen málo úkolů lze vyřešit více způsoby. Většina úkolů a problémů se řeší hrubou silou (tj. zabitím nepřítele), logických hádanek obsahuje hra jen několik. Za plnění úkolů a zabíjení nepřátel dostávají postavy body zkušeností. Po získání určitého počtu zkušeností postava postoupí na další úroveň, čímž se jí zvýší počet životů a zlepší některé schopnosti. Kromě toho postavy během hry získávají stále lepší zbraně, brnění, kouzla, lektvary a další předměty.

### Heart of Winter
V roce 2001 byl ke hře vydán datadisk Heart of Winter (Srdce zimy). Po jeho nainstalování k základní hře je zpřístupněn jeden z domů v Kuldaharu, v němž družina najde barbarského šamana Hjolldera, který ji požádá o pomoc. Bude-li družina souhlasit (všechny postavy však musí být na nejméně 9. úrovni, aby byly schopny čelit nástrahám v datadisku), bude přenesena do města Pustoles (Lonelywood), které je ohrožováno nájezdy barbarů pod vedením jejich vůdce Wylfdena. Hráč má za úkol tuto hrozbu odvrátit. V datadisku lze najít nové zbraně a předměty, které jsou využitelné i po návratu do původní hry. Datadisk je poměrně krátký, jeho příběh značně lineární a naprostá většina úkolů se řeší prostým zabíjením nepřátel.

### Trials of the Luremaster
Krátce po datadisku Heart of Winter byl vydán další datadisk Trials of the Luremaster, který je na rozdíl od prvního datadisku volně ke stažení. K jeho hraní je zapotřebí mít nainstalovánu původní hru i první datadisk. Po nainstalování se v hospodě v Pustolese objeví půlčík Hobart, který slíbí družině odměnu za určitou službu a poté ji teleportuje na hrad Maluradek. Úkolem družiny je najít cestu zpátky. Datadisk je poměrně krátký, na rozdíl od Heart of Winter však obsahuje více logických úkolů.

### Podobné hry
- Baldur's Gate
- Planescape: Torment